# Georg Wiebel
Georg Wiebel (ur. 6 kwietnia 1977 w Karlsruhe) – niemiecki siatkarz, reprezentant kraju. W 2009 znalazł się w kadrze narodowej na Mistrzostwa Europy.

## Sukcesy
- 9. miejsce na Mistrzostwach Europy w 1997
- 7. miejsce na Mistrzostwach Europy w 2003
- 1. miejsce na Uniwersjadzie w 1999
- mistrz Belgii w 2002, 2003, 2004, 2007, 2008, 2009
- zdobywca Pucharu Belgii w 2002, 2003, 2004, 2008, 009
- zdobywca superpucharu Belgii w 2002, 2003, 2004
- mistrz Niemiec w 2005
- zdobywca Pucharu Niemiec w 2005
- 1. miejsce w Lidze Europejskiej w 2009